# Білл Деллінджер
Білл Деллінджер  (англ. Bill Dellinger; 23 березня 1934 — 27 червня 2025) — американський легкоатлет, олімпійський медаліст.

## Виступи на Олімпіадах
| Олімпіада     | Дисципліна         | Місце     |
| ------------- | ------------------ | --------- |
| Мельбурн 1956 | біг на 5000 метрів | участь    |
| Рим 1960      | біг на 5000 метрів | 4 h3 r1/2 |
| Токіо 1964    | біг на 5000 метрів | 3         |